# Éric Aubijoux
Eric Aubijoux (8 de diciembre de 1964 - 20 de enero de 2007) fue un piloto de motos francés. Él compitió en el Rally Dakar en seis ocasiones, antes de su muerte. Fue el segunda víctima mortal del Dakar 2007, tras la muerte del motociclista compañero, el sudafricano Elmer Symons, once días antes.
Eric Aubijoux murió en la decimocuarta y penúltima etapa entre Tambacounda y Dakar. Inicialmente se pensó que esto se debió a una insuficiencia cardíaca, sin embargo, después de una investigación se determinó la causa de muerte es la consecuencia de un accidente.

## Resultados

### Rally Dakar
| Año     | Categoría | Vehículo | Posición | Etapas |
| ------- | --------- | -------- | -------- | ------ |
| 2000    | Motos     | Yamaha   | 44.º     | -      |
| 2001    | Motos     | Honda    | 16.º     | -      |
| 2002    | Motos     | KTM      | Ret.     | -      |
| 2003    | Motos     | Honda    | 20.º     | -      |
| 2004    | Motos     | Yamaha   | 28.º     | -      |
| 2007    | Motos     | Yamaha   | QEPD     | -      |
| Fuente: |           |          |          |        |